# 康塞普西翁德奧連特
康塞普西翁德奧連特（西班牙語：Concepción de Oriente），是薩爾瓦多的城鎮，位於該國東部，由拉烏尼翁省負責管轄，面積68.77平方公里，海拔高度125米，2007年人口8,179，人口密度每平方公里118.93人。
13°47′N 87°43′W / 13.783°N 87.717°W